# Joseph P. Farrell
Pour les articles homonymes, voir Farrell.
Joseph P. Farrell est un théologien et écrivain américain, né en 1955 à Sioux Falls, Dakota du Sud.

## Biographie
Farrell est professeur adjoint de théologie à la California Graduate School of Theology à La Habra.
Il est également organiste de musique classique.
Il a été professeur au Saint Tikhon's Orthodox Theological Seminary.
Il a reçu son Ph.D. en théologie (spécifiquement en patristique) au Pembroke College de l'université d'Oxford.

## Thèses
Parmi ses thèmes de prédilection, on relève celui de la technologie du IIIe Reich, de la pyramide de Gizeh, et des théories du complot.

## Publications
Ouvrages théologiques
- God, History, & Dialectic: The Theological Foundations of the Two Europes and Their Cultural Consequences. Bound edition 1997. Electronic edition 2008.
- The Mystagogy of the Holy Spirit - St. Photius (Holy Cross Orthodox Press 31 Dec 1982)
- Free Will in St. Maximus the Confessor (Saint Tikhon's Seminary Press, June 1989)
- The Disputation with Pyrrhus (St Tikhons Seminary Press, February 1990)

Sur la grande pyramide de Gizeh
- Giza Death Star: The Paleophysics of the Great Pyramid and the Military Complex at Giza (Adventures Unlimited Press, Dec 2001)
- Giza Death Star Deployed: The Physics and Engineering of the Great Pyramid (Adventures Unlimited Press, 1 Oct 2003)
- Giza Death Star Destroyed (Adventures Unlimited Press, 1 Jan 2006)
- Grid of the Gods: The Aftermath of the Cosmic War and the Physics of the Pyramid Peoples (Adventures Unlimited Press, 1 September 2011)

Nazisme et ufologie
- Reich of the Black Sun: Nazi Secret Weapons and the Cold War Allied Legend (Adventures Unlimited Press, 2005)
- SS Brotherhood of the Bell: The Nazi's Incredible Secret Technology (Adventures Unlimited Press, 2006)
- Secrets of the Unified Field: The Philadelphia Experiment, The Nazi Bell, and the Discarded Theory (Adventures Unlimited Press, 2008)
- Nazi International: The Nazis' Postwar Plan to Control Finance, Conflict, Physics and Space (Adventures Unlimited Press, March 15, 2009)
- Roswell and the Reich: The Nazi Connection (Adventures Unlimited Press, 15 Feb 2010)

autres sujets
- Cosmic War: Interplanetary Warfare, Modern Physics and Ancient Texts (Adventures Unlimited Press, 15 Oct 2007)
- Genes, Giants, Monsters, and Men: The Surviving Elites of the Cosmic War and Their Hidden Agenda (Feral House, 3 May 2011)
- The Philosopher's Stone: Alchemy and the Secret Research for Exotic Matter (Feral House, April 2009)
- Babylon's Banksters: The Alchemy of Deep Physics, High Finance and Ancient Religion  (Feral House, April 2010)
- Saucers, Swastikas and Psyops: A History of A Breakaway Civilization: Hidden Aerospace Technologies and Psychological Operations (Adventures Unlimited Press, February 2012)
- LBJ and the Conspiracy to Kill Kennedy: A Coalescence of Interests (Adventures Unlimited Press, 1 March 2011)